# Kustivți, Polonne
Kustivți (în ucraineană Кустівці) este localitatea de reședință a comunei Kustivți din raionul Polonne, regiunea Hmelnîțkîi, Ucraina.

## Demografie
Componența lingvistică a localității Kustivți
     Ucraineană (99,35%)
     Alte limbi (0,65%)
Conform recensământului din 2001, majoritatea populației localității Kustivți era vorbitoare de ucraineană (99,35%), existând în minoritate și vorbitori de alte limbi.